# Paul Reubens
Paul Reubens, vlastním jménem Paul Rubenfeld, (27. srpna 1952 Peekskill, New York – 30. července 2023, Los Angeles, Kalifornie) byl americký herec, scenárista, producent a komik.
Na přelomu 70. a 80. let vymyslel postavu Pee-wee Hermana, kterou v průběhu osmého desetiletí hrál v komediální show The Pee-wee Herman Show, ve filmech Pee-Weeho velké dobrodružství (celovečerní režijní debut Tima Burtona) a Big Top Pee-wee a v dětském pořadu Pee-wee's Playhouse. V roce 1980 se objevil také v menší roli ve snímku Bratři Bluesovi, v 90. letech hrál např. ve filmech Buffy, zabíječka upírů, Batman se vrací, Ukradené Vánoce, Matilda, Dr. Dolittle, Mystery Men, po roce 2000 se objevil např. ve snímku Kokain a daboval v animovaných filmech Šmoulové a Šmoulové 2.